# Тухтаев, Комилжон Алиевич
Комилжон Алиевич Тухтаев (род. 30 октября 1997; Янгиабад, Ташкентская область, Узбекистан) — узбекский горнолыжник, участник Олимпийских игр.

## Биография
Комилжон родился 30 октября 1997 в узбекском городе Янгиабад в Ташкентской области. 

## Спортивная карьера
Тухтаев выступал на чемпионате мира 2015 года в Бивер-Крик (США) в гигантском слаломе. Тухтаев не завершил гонку.
Тухтаев был единственным горнолыжником, выступавшим за Узбекистан на зимних Олимпийских играх 2018 года в Пхёнчхане (Южная Корея), где соревновался в гигантском слаломе.
Участник зимних Олимпийских игр 2022 года в Пекине.

## Таблица выступлений
| Олимпийские игры | Олимпийские игры           | Олимпийские игры | Олимпийские игры      | Олимпийские игры |
| Классификация    | Событие                    | Год              | Локация               | Результат        |
| ---------------- | -------------------------- | ---------------- | --------------------- | ---------------- |
| 52               | Мужчины, гигантский слалом | 2018             | Пхёнчхан, Южная Корея | 00:02:35.990     |
| DNF              | Мужчины, слалом            | 2018             | PyeongChang, KOR      |                  |
|                  |                            |                  |                       |                  |

| Чемпионат мира | Чемпионат мира             | Чемпионат мира | Чемпионат мира                       | Чемпионат мира |
| Классификация  | Событие                    | Год            | Локация                              | Результат      |
| -------------- | -------------------------- | -------------- | ------------------------------------ | -------------- |
| 46             | Мужчины, гигантский слалом | 2019           | Аре, Швеция                          | 2:39.99        |
| 50             | Мужчины, гигантский слалом | 2017           | Санкт-Мориц, Швейцария               | 1:16.41        |
| 60             | Мужчины, гигантский слалом | 2015           | Вейл / Бивер-Крик, США               | 1:27.85        |
| 66             | Мужчины, слалом            | 2017           | Санкт-Мориц, Швейцарский университет | 1:49.09        |